# Peronella
Genre
Peronella est un genre d'oursins irréguliers (plats) de la famille des Laganidae.

## Description et caractéristiques
Leur test est ovale ou subpentagonal, avec une marge fine et souvent une dépression au-delà de la pointe des pétales.

La face orale est plate, la face aborale légèrement bombée au centre.

Le disque apical, central, porte quatre gonopores (ce qui les distingue des Laganum et Jacksonaster), placés au-delà du disque apical chez Peronella peronii. Les hydropores sont éparpillés sur la surface du disque.
 
Les pétales sont bien développés, en forme de « V » et fermés distalement.

Les zones interambulacraires sont beaucoup plus étroites que les zones ambulacraires à l'ambitus et adoralement.

Le périprocte est situé sur la face orale, entre le péristome et la marge.

Des sillons nourriciers sont droits et simples.
Ce genre a longtemps été congénérique avec le proche Rumphia. 
Ce genre est apparu au Pliocène, et se rencontre dans l'Indo-Pacifique.

## Liste des genres
Selon World Register of Marine Species (9 septembre 2017) :
- Peronella affinis (M'Clelland, 1840)
- Peronella analis (de Meijere, 1904) -- Indonésie
- Peronella hinemoae Mortensen, 1921 -- Nouvelle-Zélande
- Peronella japonica Mortensen, 1948 -- Japon
- Peronella keiensis Mortensen, 1948 -- Îles Kei
- Peronella lesueuri (L. Agassiz, 1841) -- Région Indonésienne (de la mer d'Andaman à l'Australie et au Japon)
- Peronella macroproctes Koehler, 1922 -- Région Indonésienne (de la mer d'Andaman à l'Australie et aux Philippines)
- Peronella merguiensis Koehler, 1922 -- Océan Indien
- Peronella minuta (de Meijere, 1904) -- Région Indonésienne (de l'Australie aux Philippines)
- Peronella oblonga Mortensen, 1948 -- Inde
- Peronella orbicularis (Leske, 1778) -- Région Indonésienne (de l'Iran à l'Australie et à Taiwan)
- Peronella pellucida Döderlein, 1885 -- De l'Indonésie au Japon
- Peronella peronii (L. Agassiz, 1841) -- Australie du sud
- Peronella rubra Döderlein, 1885 -- Région Indonésienne (de la mer d'Andaman à l'Australie et au Japon)
- Peronella rullandi (Koehler, 1922)
- Peronella strigata (A. Agassiz & H.L. Clark, 1907) -- Hawaii
- Peronella tuberculata Mortensen, 1918 -- Australie occidentale et septentrionale

test de Peronella hinemoae.
Peronella japonica.
Peronella keiensis.
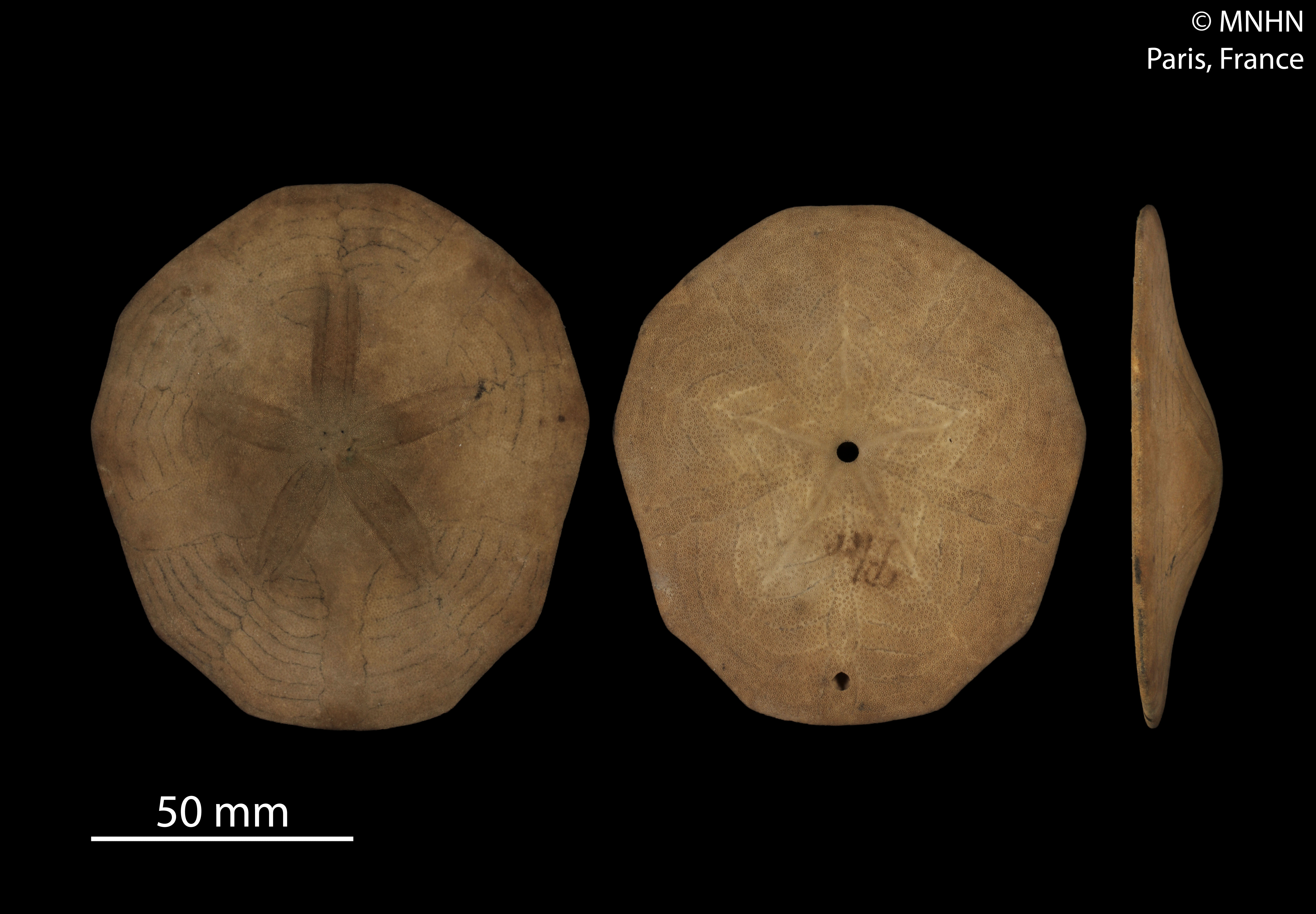
test de Peronella lesueuri (MNHN).
Peronella oblonga.
Peronella orbicularis.
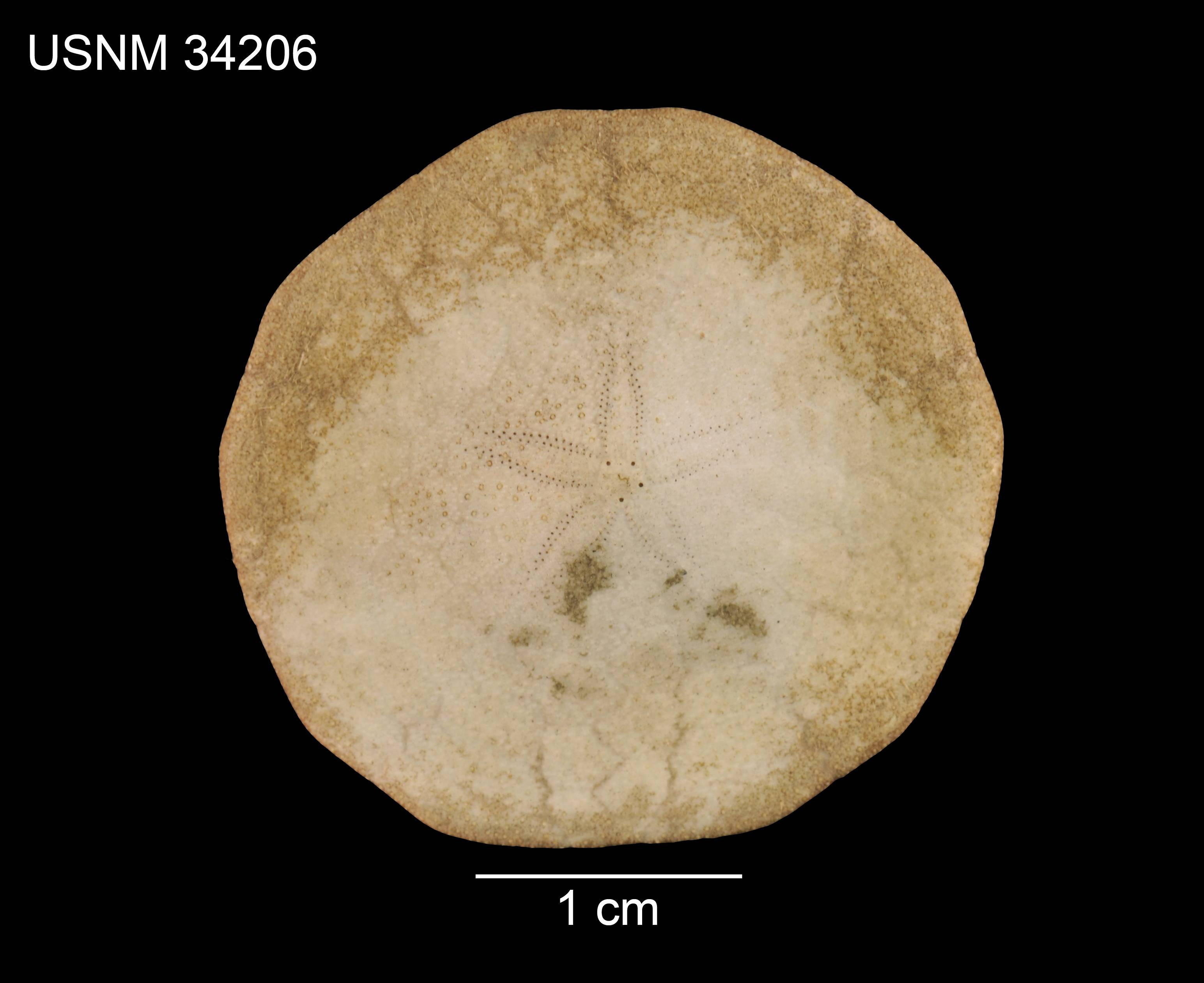
Peronella strigata.

Espèces fossiles : 
- Peronella caribbeana Weisbord, 1934 †
- Peronella kamimura Cooke, 1954 †
- Peronella kloosi Molengraaff, 1929 †
- Peronella lamberti Mortensen, 1927 †
- Peronella martini Molengraaff, 1929 †
- Peronella merrilli Israelsky, 1933 †
- Peronella motobu Cooke, 1954 †
- Peronella ovalis Hayasaka & Morishita, 1947 †
- Peronella quinquenodulata Weisbord, 1934 †
- Peronella ragayana Israelsky, 1933 †